# Callionymus maculatus
Il dragoncello macchiato (Callionymus maculatus) è un pesce di mare della famiglia Callionymidae.

## Distribuzione e habitat
È presente nel mar Mediterraneo e nell'Oceano Atlantico orientale tra la Norvegia e l'Africa tropicale. Nei mari italiani è abbastanza comune.

Vive in profondità tra 90 e 600 metri, su fondali fangosi.

## Descrizione
Ha un aspetto simile al dragoncello, con muso più corto. La spina dell'opercolo ha tre spine rivolte in alto ed una in basso, diretta in avanti.

La livrea del maschio è beige con 4 file orizzontali di macchie scure poste sull'ampia seconda pinna dorsale; la prima è più corta ed è molto più bassa di quella del Callionymus lyra maschio; il tutto è accompagnato da file di punti blu elettrico. La colorazione della femmina è simile a quella della femmina del dragoncello, la prima pinna dorsale è nera, più bassa della seconda, che porta due file orizzontali di punti neri.

Il maschio è può raggiungere 16 cm, la femmina 11.

## Alimentazione
Si ciba di piccoli invertebrati bentonici.

## Riproduzione
Si riproduce tra gennaio e maggio.

## Pericoli
Le spine opercolari sono velenose e causano ferite molto dolorose che si cicatrizzano molto lentamente.

## Pesca
Occasionale con reti a strascico.

## Specie simili
Il dragoncello fasciato (Callionymus fasciatus) non è riconosciuto da tutti gli ittiologi come specie separata, si distingue dal dragoncello macchiato per le linee di punti scuri sulla seconda pinna dorsale che sono obliqui anziché orizzontali, per avere 5-7 macchie scure a sella sul dorso e per le dimensioni minor (fino a 8 cm le femine ed a 12 i maschi). L'aspetto delle femmine non è ben noto. Vive su fondi sabbiosi tra 20 e 60 m ed è riportato per il mar Ligure ed il mar Nero.